# Circoscrizione Napoli-Caserta
La circoscrizione Napoli-Caserta era una circoscrizione elettorale italiana per l'elezione dell'Assemblea Costituente, nel 1946 (circoscrizione XXIII), e della Camera dei deputati, dal 1948 al 1993  (circoscrizione XXII).
Comprendeva le province di Napoli e di Caserta.
Era prevista dalla Tabella A di cui al decreto legislativo luogotenenziale 10 marzo 1946, n. 74, poi ripresa dalla legge 20 gennaio 1948, n. 6 e dal decreto del presidente della Repubblica 30 marzo 1957, n. 361.
Nel 1993 la circoscrizione fu soppressa: la provincia di Napoli venne a coincidere con la circoscrizione Campania 1; la provincia di Caserta fu inglobata nella circoscrizione Campania 2, insieme alle province di Benevento, Avellino e Salerno (già ricomprese nella circoscrizione Benevento-Avellino-Salerno).
Di seguito i risultati di lista e i deputati eletti, ordinati secondo il numero di preferenze ottenute.

## Elezioni politiche 1946
| Liste | Voti      | %     | Seggi |
| --- | --------- | ----- | ----- |
| Democrazia Cristiana                                                                                          | 363.030   | 35,30 | 11    |
| Unione Democratica Nazionale                                                                                  | 210.460   | 20,46 | 6     |
| Fronte dell'Uomo Qualunque                                                                                    | 129.791   | 12,62 | 4     |
| Partito Comunista Italiano                                                                                    | 86.192    | 8,38  | 2     |
| Partito Socialista Italiano di Unità Proletaria                                                               | 67.124    | 6,53  | 2     |
| Blocco Nazionale della Libertà                                                                                | 64.290    | 6,25  | 2     |
| Partito Repubblicano Italiano                                                                                 | 20.549    | 2,00  | -     |
| Partito d'Azione                                                                                              | 17.604    | 1,71  | -     |
| Indipendenti                                                                                                  | 11.531    | 1,12  | -     |
| Partito Patriottico Monarchico Rinnovatore                                                                    | 11.098    | 1,08  | -     |
| Concentrazione Democratica Repubblicana                                                                       | 6.393     | 0,62  | -     |
| Unione per la Rinascita del Mezzogiorno                                                                       | 5.373     | 0,52  | -     |
| Unione Nazionale Sinistrati di Guerra                                                                         | 4.647     | 0,45  | -     |
| Centro Italiano                                                                                               | 4.516     | 0,44  | -     |
| Movimento Lavoratori Indipendenti                                                                             | 4.433     | 0,43  | -     |
| Unione Democratica Indipendente Lavoro e Libertà e Indipendenti per la Difesa degli Interessi del Mezzogiorno | 4.207     | 0,41  | -     |
| Movimento Nazionale per la Ricostruzione                                                                      | 3.633     | 0,35  | -     |
| Partito del Reduce Italiano                                                                                   | 3.278     | 0,32  | -     |
| Concentrazione Nazionale Combattenti e Reduci                                                                 | 3.027     | 0,29  | -     |
| Movimento Indipendentista Siciliano                                                                           | 2.940     | 0,29  | -     |
| Movimento Garibaldino Antifascista Partigiani d'Italia                                                        | 1.922     | 0,19  | -     |
| Partito Unione Nazionale                                                                                      | 1.719     | 0,17  | -     |
| Partito Repubblicano Autonomista                                                                              | 683       | 0,07  | -     |
| Totale | 1.028.440 |       | 27    |

| Democrazia Cristiana | Unione Democratica Nazionale | Fronte dell'Uomo Qualunque                                                                                            |
| --- | --- | --- |
| - → Alcide De Gasperi - Angelo Raffaele Iervolino - Giovanni Leone - → Luigi Chatrian - Giuseppe Notarianni - Stefano Riccio - Vittoria Titomanlio - Giuseppe Firrao - Giovanni Caso - Ugo Rodinò - Luigi De Michele - Alessandro Gatta - Raffaele Numeroso | - → Giovanni Porzio - Epicarmo Corbino - → Francesco Saverio Nitti - Arturo Labriola - → Benedetto Croce - Amerigo Crispo - Giovanni Persico - Guido Cortese - Giuseppe Fusco | - → Guglielmo Giannini - → Milziade Venditti - Mario Rodinò Di Miglione - Ezio Coppa - Renato Puoti - Crescenzo Mazza |
| Partito Comunista Italiano | Partito Socialista Italiano di Unità Proletaria | Blocco Nazionale della Libertà                                                                                        |
| - → Emilio Sereni - → Giorgio Amendola - Eugenio Reale - Vincenzo La Rocca | - → Sandro Pertini - Nicola Salerno - Giovanni Lombardi | - → Vincenzo Selvaggi - → Roberto Bencivenga - Giuseppe Buonocore - Carlo Colonna Di Paliano                          |

1. ↑  Opta per la circoscrizione Trento-Bolzano
2. 1 2 3 4 5 6 7 8 9 10 11  Opta per il collegio unico nazionale
3. ↑  Deceduto il 29 ottobre 1946; sostituito da Luigi Renato Sansone il 12 dicembre

## Elezioni politiche 1948
| Liste                                                          | Voti      | %     | Seggi |
| -------------------------------------------------------------- | --------- | ----- | ----- |
| Democrazia Cristiana                                           | 654.166   | 50,84 | 17    |
| Fronte Democratico Popolare                                    | 263.765   | 20,50 | 7     |
| Partito Nazionale Monarchico - Alleanza del Lavoro             | 167.015   | 12,98 | 4     |
| Blocco Nazionale                                               | 64.385    | 5,00  | 1     |
| Movimento Sociale Italiano                                     | 59.692    | 4,64  | 1     |
| Unità Socialista                                               | 41.525    | 3,23  | 1     |
| Partito Repubblicano Italiano                                  | 11.941    | 0,93  | -     |
| Movimento Nazionalista per la Democrazia Sociale               | 6.859     | 0,53  | -     |
| Partito Democratico Indipendente Pensionati                    | 2.845     | 0,22  | -     |
| Blocco Popolare Unionista                                      | 2.344     | 0,18  | -     |
| Partito Comunista Internazionalista                            | 1.783     | 0,14  | -     |
| Fronte degli Italiani                                          | 1.488     | 0,12  | -     |
| Partito Monarchico del Mezzogiorno                             | 1.445     | 0,11  | -     |
| Unione Movimenti Federalisti                                   | 1.369     | 0,11  | -     |
| Partito Cristiano Sociale                                      | 1.294     | 0,10  | -     |
| Partito Demolaburista Italiano                                 | 1.070     | 0,08  | -     |
| Ente Nazionale per il Risanamento Sociale                      | 1.051     | 0,08  | -     |
| Gruppo Indipendente                                            | 966       | 0,08  | -     |
| Concentrazione Nazionale Combattenti Uniti                     | 590       | 0,05  | -     |
| Blocco Lavoratori Tecnici per la Ricostruzione del Mezzogiorno | 539       | 0,04  | -     |
| Movimento Unità d'Italia                                       | 524       | 0,04  | -     |
| Totale                                                         | 1.286.656 |       | 31    |

| Democrazia Cristiana | Democrazia Cristiana | Fronte Democratico Popolare | Partito Nazionale Monarchico - Alleanza del Lavoro                                      |
| --- | --- | --- | --------------------------------------------------------------------------------------- |
| - → Alcide De Gasperi - Ugo Rodinò - Angelo Raffaele Jervolino - Stefano Riccio - Giovanni Leone - Luigi Chatrian - Giuseppe Notarianni - Domenico Colasanto - Tommaso Leonetti - Crescenzo Mazza - Egidio Ferrara - Vittoria Titomanlio - Ferdinando D'Ambrosio - Raffaele Numeroso - Nello Caserta - Giuseppe Firrao - Luigi De Michele - Pasquale Improta | - → Alcide De Gasperi - Ugo Rodinò - Angelo Raffaele Jervolino - Stefano Riccio - Giovanni Leone - Luigi Chatrian - Giuseppe Notarianni - Domenico Colasanto - Tommaso Leonetti - Crescenzo Mazza - Egidio Ferrara - Vittoria Titomanlio - Ferdinando D'Ambrosio - Raffaele Numeroso - Nello Caserta - Giuseppe Firrao - Luigi De Michele - Pasquale Improta | - Giorgio Amendola - Mario Alicata - Clemente Maglietta - → Mario Palermo - Vincenzo La Rocca - Luciana Viviani - Luigi Renato Sansone - Francesco De Martino | - → Alfredo Covelli - Ezio Coppa - Paolo Greco - Alberto Consiglio - Gaetano Fiorentino |
| Blocco Nazionale | Movimento Sociale Italiano | Unità Socialista |                                                                                         |
| - Epicarmo Corbino | - Giovanni Roberti | - → Ivan Matteo Lombardo - Nicola Salerno |                                                                                         |

1. ↑  Opta per la circoscrizione Trento-Bolzano
2. ↑  Deceduto, viene sostituito da Luigi Rocco, che a sua volta - sempre per decesso - viene sostituito da Pietro Lombari
3. ↑  Opta per il Senato
4. 1 2  Opta per il collegio unico nazionale
5. ↑  In data 27.05.1949 gli subentra Francesco Sciaudone, essendo stata accertata una delle cause di ineleggibilità di cui all'art. 93, DPR 5 febbraio 1948, n. 26 (DOC)

## Elezioni politiche 1953
| Liste                                     | Voti      | %     | Seggi |
| ----------------------------------------- | --------- | ----- | ----- |
| Democrazia Cristiana                      | 483.268   | 35,32 | 12    |
| Partito Nazionale Monarchico              | 293.581   | 21,46 | 7     |
| Partito Comunista Italiano                | 278.960   | 20,39 | 7     |
| Movimento Sociale Italiano                | 100.997   | 7,38  | 2     |
| Partito Socialista Italiano               | 98.290    | 7,18  | 2     |
| Partito Liberale Italiano                 | 43.710    | 3,19  | 1     |
| Partito Socialista Democratico Italiano   | 30.886    | 2,26  | -     |
| Unione Socialista Indipendente            | 9.482     | 0,69  | -     |
| Partito Repubblicano Italiano             | 8.980     | 0,66  | -     |
| Partito Monarchico Nazionalista d'Italia  | 8.089     | 0,59  | -     |
| Alleanza Democratica Nazionale            | 7.959     | 0,58  | -     |
| Centro Politico Italiano                  | 1.922     | 0,14  | -     |
| Movimento Nazionale Italiano              | 1.257     | 0,09  | -     |
| Movimento Garibaldino Partigiani d'Italia | 762       | 0,06  | -     |
| Totale                                    | 1.368.143 |       | 31    |

| Democrazia Cristiana | Partito Nazionale Monarchico | Partito Comunista Italiano |
| --- | --- | --- |
| - → Alcide De Gasperi - Leopoldo Rubinacci - Giovanni Leone - Francesco Napolitano - Stefano Riccio - Domenico Ferrara - Angelo Raffaele Jervolino - Vittoria Titomanlio - Ferdinando D'Ambrosio - Pietro Lombari - Crescenzo Mazza - Elio Rosati - Domenico Colasanto | - → Achille Lauro - Raffaele Cafiero - Guido Grimaldi - → Gaetano Fiorentino - Giuseppe Muscariello - Raffaele Chiarolanza - Luigi Amato - Francesco Sciaudone - Paolo Greco | - → Giorgio Amendola - Clemente Maglietta - Luciana Viviani - Giorgio Napolitano - Vincenzo La Rocca - Massimo Caprara - Mario Gomez d'Ayala - Corrado Graziadei |
| Movimento Sociale Italiano | Partito Socialista Italiano | Partito Liberale Italiano |
| - → Giovanni Roberti - Nicola Foschini - Bruno Spampanato | - → Francesco De Martino - Luigi Renato Sansone - Raffaele Di Nardo | - Guido Cortese |

1. 1 2 3 4  Opta per il Collegio Unico Nazionale
2. 1 2  Opta per il Senato

## Elezioni politiche 1958
| Liste                                            | Voti      | %     | Seggi |
| ------------------------------------------------ | --------- | ----- | ----- |
| Democrazia Cristiana                             | 614.553   | 40,05 | 14    |
| Partito Comunista Italiano                       | 370.038   | 24,11 | 8     |
| Partito Monarchico Popolare                      | 258.284   | 16,83 | 6     |
| Partito Socialista Italiano                      | 122.872   | 8,01  | 3     |
| Movimento Sociale Italiano                       | 49.303    | 3,21  | 1     |
| Partito Socialista Democratico Italiano          | 37.657    | 2,45  | 1     |
| Partito Liberale Italiano                        | 36.443    | 2,37  | 1     |
| Partito Nazionale Monarchico                     | 20.703    | 1,35  | -     |
| Movimento Comunità                               | 11.222    | 0,73  | -     |
| Partito Repubblicano Italiano - Partito Radicale | 8.357     | 0,54  | -     |
| Partito Cattolico di Riscossa Nazionale - CPI    | 2.591     | 0,17  | -     |
| Movimento Nazionale Italiano                     | 1.499     | 0,10  | -     |
| Movimento Economico Italiano Sociale             | 571       | 0,04  | -     |
| Partito Nazionale del Lavoro                     | 532       | 0,03  | -     |
| Totale                                           | 1.534.625 |       | 34    |

| Democrazia Cristiana | Partito Comunista Italiano | Partito Monarchico Popolare | Partito Socialista Italiano                                                           |
| --- | --- | --- | ------------------------------------------------------------------------------------- |
| - Giovanni Leone - Crescenzo Mazza - Baldassare Armato - Leopoldo Rubinacci - Francesco Napolitano - Domenico Ferrara - Vittoria Titomanlio - Domenico Colasanto - Luigi Frunzio - Stefano Riccio - Paolo Barbi - Giuseppe Cortese - Ferdinando D'Ambrosio - Raffaello Russo Spena | - Giorgio Amendola - Massimo Caprara - Luciana Viviani - Clemente Maglietta - Giorgio Napolitano - Giovanni Arenella - Nicola Fasano - Mario Gomez d'Ayala | - → Achille Lauro - Raffaele Cafiero - Gioacchino Lauro - Nicola Foschini - Giuseppe Muscariello - Mario Ottieri - → Gaetano Fiorentino - Bruno Romano | - Francesco De Martino - → Luigi Renato Sansone - Raffaele Di Nardo - Giuseppe Avolio |
| Movimento Sociale Italiano | Partito Socialista Democratico Italiano | Partito Liberale Italiano |                                                                                       |
| - Giovanni Roberti | - Pasquale Schiano | - Guido Cortese |                                                                                       |

1. ↑  Deceduto in data 28.11.1960; sostituito da Vincenzo Raucci in data 01.12.1960
2. ↑  Opta perla circoscrizione Roma-Viterbo-Latina-Frosinone
3. 1 2  Opta per il Senato

## Elezioni politiche 1963
| Liste                                            | Voti      | %     | Seggi |
| ------------------------------------------------ | --------- | ----- | ----- |
| Democrazia Cristiana                             | 612.493   | 38,14 | 15    |
| Partito Comunista Italiano                       | 395.165   | 24,60 | 10    |
| Partito Socialista Italiano                      | 186.867   | 11,64 | 4     |
| Partito Liberale Italiano                        | 106.988   | 6,66  | 2     |
| Partito Democratico Italiano di Unità Monarchica | 104.467   | 6,50  | 3     |
| Movimento Sociale Italiano                       | 97.860    | 6,09  | 2     |
| Partito Socialista Democratico Italiano          | 80.997    | 5,04  | 2     |
| Partito Repubblicano Italiano                    | 10.800    | 0,67  | -     |
| Partito Autonomo Pensionati d'Italia             | 4.942     | 0,31  | -     |
| Unione Nazionale di Salute Pubblica              | 2.926     | 0,18  | -     |
| Movimento Combattenti Italiani                   | 2.534     | 0,16  | -     |
| Totale                                           | 1.606.039 |       | 38    |

| Democrazia Cristiana | Partito Comunista Italiano | Partito Socialista Italiano                                                 | Partito Liberale Italiano              |
| --- | --- | --------------------------------------------------------------------------- | -------------------------------------- |
| - Giovanni Leone - Baldassare Armato - Paolo Barbi - Crescenzo Mazza - Davide Barba - Dante Cappello - Francesco Napolitano - Domenico Colasanto - Stefano Riccio - Raffaello Russo Spena - Elio Rosati - Giovanni D'Antonio - Nicola Fortini - Vittoria Titomanlio - Giuseppe Cortese | - Giorgio Amendola - Massimo Caprara - Emilio Sereni - Giovanni Arenella - Angelo Abenante - Gerardo Chiaromonte - Vincenzo Raucci - Luciana Viviani - Angelo Maria Jacazzi - Liberato Bronzuto | - Francesco De Martino - Pietro Lezzi - Giuseppe Avolio - Raffaele Di Nardo | - Guido Cortese - Ferruccio De Lorenzo |
| Partito Democratico Italiano di Unità Monarchica | Movimento Sociale Italiano | Partito Socialista Democratico Italiano                                     |                                        |
| - Achille Lauro - Gioacchino Lauro - Gaetano Fiorentino | - Giovanni Roberti - Nicola Galdo | - Vincenzo Russo - Bruno Romano                                             |                                        |

1. ↑  Dimissionario in data 26.08.1967; sostituito da Vittorio De Stasio in data 21.09.1967
2. ↑  Deceduto in data 08.09.1966; sostituito da Vincenzo D'Ambrosio in data 14.09.1966
3. ↑  Deceduto in data 16.03.1965; sostituito da Giuseppe Abbruzzese in data 25.03.1965
4. ↑  Deceduto in data 03.09.1964; sostituito da Nicola Cariota Ferrara in data 04.09.1964
5. ↑  Dimissionario in data 16 maggio 1963, giorno dell'insediamento della legislatura; sostituito da Mario Ottieri in data 26.06.1963, a sua volta dimissionario in data 13.04.1967 e sostituito da Raffaele Chiarolanza in data 18.04.1967
6. ↑  Deceduto in data 23.12.1967; sostituito da Ferdinando Di Nardo in data 24.01.1968

## Elezioni politiche 1968
| Liste                                            | Voti      | %     | Seggi |
| ------------------------------------------------ | --------- | ----- | ----- |
| Democrazia Cristiana                             | 633.444   | 37,29 | 15    |
| Partito Comunista Italiano                       | 444.574   | 26,17 | 10    |
| Partito Socialista Unificato                     | 205.757   | 12,11 | 5     |
| Movimento Sociale Italiano                       | 120.201   | 7,08  | 3     |
| Partito Democratico Italiano di Unità Monarchica | 90.316    | 5,32  | 2     |
| Partito Liberale Italiano                        | 70.956    | 4,18  | 1     |
| Partito Socialista Italiano di Unità Proletaria  | 56.060    | 3,30  | 1     |
| Partito Repubblicano Italiano                    | 40.217    | 2,37  | 1     |
| Socialdemocrazia                                 | 12.873    | 0,76  | -     |
| Partito Autonomo Pensionati d'Italia             | 8.296     | 0,49  | -     |
| Movimento Socialista                             | 6.551     | 0,39  | -     |
| Nuova Repubblica                                 | 5.697     | 0,34  | -     |
| Unione Nazionale di Salute Pubblica              | 3.697     | 0,22  | -     |
| Totale                                           | 1.698.639 |       | 38    |

| Democrazia Cristiana | Partito Comunista Italiano | Partito Socialista Unificato                                                                     | Movimento Sociale Italiano                                |
| --- | --- | ------------------------------------------------------------------------------------------------ | --------------------------------------------------------- |
| - → Silvio Gava - Manfredi Bosco - Paolo Barbi - Arcangelo Lobianco - Crescenzo Mazza - Francesco Napolitano - Vincenzo Scotti - Elio Rosati - Vincenzo Mancini - Giuseppe Cortese - Stefano Riccio - Mauro Ianniello - Raffaele Allocca - Nicola Foschini - Giovanni D'Antonio - Vittorio De Stasio | - Giorgio Amendola - Massimo Caprara - Giorgio Napolitano - Liberato Bronzuto - Vincenzo Raucci - Angelo Maria Jacazzi - Antonio D'Auria - Luigi D'Angelo - Maria Antonietta Macciocchi - Giacomo Dello Iacovo | - Francesco De Martino - Raffaele Di Nardo - Alberto Ciampaglia - Antonio Caldoro - Pietro Lezzi | - Giovanni Roberti - Ferdinando Di Nardo - Gennaro Alfano |
| Partito Democratico Italiano di Unità Monarchica | Partito Liberale Italiano | Partito Socialista Italiano di Unità Proletaria                                                  | Partito Repubblicano Italiano                             |
| - → Achille Lauro - Gioacchino Lauro - → Gaetano Fiorentino - Giovanni Casola | - Ferruccio De Lorenzo | - Giuseppe Avolio                                                                                | - Francesco Compagna                                      |

1. ↑  Opta per il Senato
2. ↑  Deceduto in data 24.10.1971; sostituito da Ferdinando D'Ambrosio in data 27.10.1971
3. ↑  Deceduto in data 03.09.1968; sostituito da Domenico Conte lo stesso giorno
4. 1 2  Opta per il Senato
5. ↑  Deceduto in data 01.05.1970; sostituito da Giovanni Gatti lo stesso giorno

## Elezioni politiche 1972
| Liste                                           | Voti      | %     | Seggi |
| ----------------------------------------------- | --------- | ----- | ----- |
| Democrazia Cristiana                            | 641.626   | 35,55 | 14    |
| Partito Comunista Italiano                      | 460.661   | 25,52 | 10    |
| Movimento Sociale Italiano - Destra Nazionale   | 335.104   | 18,57 | 7     |
| Partito Socialista Italiano                     | 138.198   | 7,66  | 3     |
| Partito Socialista Democratico Italiano         | 82.918    | 4,59  | 2     |
| Partito Repubblicano Italiano                   | 47.471    | 2,63  | 1     |
| Partito Liberale Italiano                       | 42.568    | 2,36  | 1     |
| Partito Socialista Italiano di Unità Proletaria | 21.526    | 1,19  | -     |
| Il manifesto                                    | 12.710    | 0,70  | -     |
| Partito Autonomo Pensionati d'Italia            | 10.128    | 0,56  | -     |
| Partito Comunista (Marxista-Leninista) Italiano | 7.542     | 0,42  | -     |
| Movimento Politico dei Lavoratori               | 4.311     | 0,24  | -     |
| Totale                                          | 1.804.763 |       | 38    |

| Democrazia Cristiana | Partito Comunista Italiano | Movimento Sociale Italiano - Destra Nazionale | Partito Socialista Italiano                             |
| --- | --- | --- | ------------------------------------------------------- |
| - → Giulio Andreotti - Manfredi Bosco - Arcangelo Lobianco - Antonio Gava - Baldassare Armato - Mauro Ianniello - Vincenzo Scotti - Elio Rosati - Vincenzo Mancini - Paolo Barbi - Francesco Patriarca - Giuseppe Cortese - Davide Barba - Stefano Riccio - Raffaele Allocca | - Giorgio Amendola - Giorgio Napolitano - Aldo Masullo - Luigi D'Angelo - → Carlo Fermariello - Vincenzo Raucci - Angelo Maria Jacazzi - Antonio D'Auria - Domenico Conte - Egizio Sandomenico - Eirene Sbriziolo | - → Gino Birindelli - Giovanni Roberti - Achille Lauro - Gennaro Alfano - Umberto Chiacchio - Nicola Cotecchia - Ferdinando Di Nardo - Pietro Pirolo | - Francesco De Martino - Pietro Lezzi - Antonio Caldoro |
| Partito Socialista Democratico Italiano | Partito Repubblicano Italiano | Partito Liberale Italiano |                                                         |
| - Quirino Russo - Alberto Ciampaglia | - Francesco Compagna | - Ferruccio De Lorenzo |                                                         |

1. ↑  Opta per la circoscrizione Roma-Viterbo-Latina-Frosinone
2. ↑  Opta per il Senato
3. ↑  Opta per la circoscrizione Firenze-Pistoia

## Elezioni politiche 1976
| Liste                                         | Voti      | %     | Seggi |
| --------------------------------------------- | --------- | ----- | ----- |
| Democrazia Cristiana                          | 739.177   | 36,28 | 15    |
| Partito Comunista Italiano                    | 730.693   | 35,86 | 14    |
| Movimento Sociale Italiano - Destra Nazionale | 233.566   | 11,46 | 4     |
| Partito Socialista Italiano                   | 146.968   | 7,21  | 3     |
| Partito Socialista Democratico Italiano       | 59.694    | 2,93  | 1     |
| Partito Repubblicano Italiano                 | 53.408    | 2,62  | 1     |
| Democrazia Proletaria                         | 32.127    | 1,58  | 1     |
| Partito Liberale Italiano                     | 22.311    | 1,09  | -     |
| Partito Radicale                              | 16.429    | 0,81  | -     |
| Partito della Sinistra Democratica            | 1.757     | 0,09  | -     |
| Nuovo Partito Popolare                        | 1.420     | 0,07  | -     |
| Totale                                        | 2.037.550 |       | 39    |

| Democrazia Cristiana | Partito Comunista Italiano | Movimento Sociale Italiano - Destra Nazionale                              | Partito Socialista Italiano                             |
| --- | --- | -------------------------------------------------------------------------- | ------------------------------------------------------- |
| - Arcangelo Lobianco - Antonio Gava - Mauro Ianniello - Manfredi Bosco - Francesco Patriarca - Paolo Cirino Pomicino - Baldassare Armato - Vincenzo Scotti - Vincenzo Mancini - Elio Rosati - Alfonso Ambrosino - Ignazio Caruso - Davide Barba - Camillo Federico - Vincenzo Mezzogiorno | - Giorgio Amendola - Giorgio Napolitano - Abdon Alinovi - Gennaro Guadagno - Paolo Pietro Broccoli - Antonio Bellocchio - Costantino Formica - → Antonio Guarino - Egizio Sandomenico - Ersilia Salvato - Domenico Petrella - Eirene Sbriziolo - Giuseppe Orlando - Luigi Matrone - Arturo Marzano | - Achille Lauro - Giovanni Roberti - Ferdinando Di Nardo - Adriana Palomby | - Francesco De Martino - Antonio Caldoro - Pietro Lezzi |
| Partito Socialista Democratico Italiano | Partito Repubblicano Italiano | Democrazia Proletaria                                                      |                                                         |
| - Alberto Ciampaglia | - Francesco Compagna | - → Vittorio Foa - Domenico Pinto                                          |                                                         |

1. ↑  Opta per il Senato
2. ↑  Opta per la circoscrizione Torino-Novara-Vercelli

## Elezioni politiche 1979
| Liste                                         | Voti      | %     | Seggi |
| --------------------------------------------- | --------- | ----- | ----- |
| Democrazia Cristiana                          | 801.902   | 39,03 | 16    |
| Partito Comunista Italiano                    | 556.651   | 27,09 | 11    |
| Movimento Sociale Italiano - Destra Nazionale | 207.988   | 10,12 | 4     |
| Partito Socialista Italiano                   | 177.297   | 8,63  | 3     |
| Partito Socialista Democratico Italiano       | 83.773    | 4,08  | 1     |
| Partito Radicale                              | 74.654    | 3,63  | 1     |
| Partito Repubblicano Italiano                 | 60.261    | 2,93  | 1     |
| Democrazia Nazionale                          | 26.316    | 1,28  | -     |
| Partito di Unità Proletaria                   | 25.470    | 1,24  | 1     |
| Partito Liberale Italiano                     | 24.306    | 1,18  | -     |
| Nuova Sinistra Unita                          | 12.494    | 0,61  | -     |
| Partito Popolare Italiano                     | 2.004     | 0,10  | -     |
| Partito della Sinistra Democratica            | 1.516     | 0,07  | -     |
| Totale                                        | 2.054.632 |       | 38    |

| Democrazia Cristiana | Partito Comunista Italiano | Movimento Sociale Italiano - Destra Nazionale                                                     | Partito Socialista Italiano                              |
| --- | --- | ------------------------------------------------------------------------------------------------- | -------------------------------------------------------- |
| - Vincenzo Scotti - Antonio Gava - Paolo Cirino Pomicino - Arcangelo Lobianco - Baldassare Armato - Manfredi Bosco - Vincenzo Mancini - Carmine Mensorio - Ugo Grippo - Raffaele Russo - Antonio Ventre - Mauro Ianniello - Michele Viscardi - Camillo Federico - Raffaele Allocca - Giuseppe Andreoli | - Giorgio Amendola - Giorgio Napolitano - Abdon Alinovi - Andrea Geremicca - Gustavo Minervini - Giuseppe Vignola - Angela Francese - Antonio Bellocchio - Paolo Pietro Broccoli - Egizio Sandomenico - Ersilia Salvato | - → Giorgio Almirante - Pietro Pirolo - Marcello Zanfagna - Antonio Parlato - Massimo Abbatangelo | - Francesco De Martino - Antonio Caldoro - Luigi Buccico |
| Partito Socialista Democratico Italiano | Partito Radicale | Partito Repubblicano Italiano                                                                     | Partito di Unità Proletaria per il Comunismo             |
| - Alberto Ciampaglia | - Marco Pannella | - Francesco Compagna                                                                              | - → Luciana Castellina - Mario Catalano                  |

1. ↑  Deceduto in data 05.06.1980; sostituito da Luigi Matrone in data 12.06.1980
2. ↑  Opta per la circoscrizione Lecce-Brindisi-Taranto
3. ↑  Deceduto in data 29.09.1979; sostituito da Antonio Carpino in data 04.10.1979
4. ↑  Dimissionario in data 18.11.1980; sostituito da Giuseppe Rippa in data 20.11.1980
5. ↑  Deceduto in data 24.07.1982; sostituito da Alfredo Arpaia in data 04.09.1982
6. ↑  Opta per la circoscrizione Como-Sondrio-Varese

## Elezioni politiche 1983
| Liste                                         | Voti      | %     | Seggi |
| --------------------------------------------- | --------- | ----- | ----- |
| Democrazia Cristiana                          | 699.918   | 32,61 | 14    |
| Partito Comunista Italiano                    | 571.102   | 26,61 | 11    |
| Movimento Sociale Italiano - Destra Nazionale | 293.982   | 13,70 | 6     |
| Partito Socialista Italiano                   | 255.177   | 11,89 | 5     |
| Partito Socialista Democratico Italiano       | 109.122   | 5,08  | 2     |
| Partito Repubblicano Italiano                 | 69.321    | 3,23  | 1     |
| Partito Liberale Italiano                     | 55.427    | 2,58  | 1     |
| Partito Radicale                              | 40.076    | 1,87  | 1     |
| Partito Nazionale Pensionati                  | 23.961    | 1,12  | -     |
| Democrazia Proletaria                         | 21.337    | 0,99  | 1     |
| Partito Nazionale Inquilini                   | 4.768     | 0,22  | -     |
| Lista per Trieste                             | 1.921     | 0,09  | -     |
| Totale                                        | 2.146.112 |       | 42    |

| Democrazia Cristiana | Partito Comunista Italiano | Movimento Sociale Italiano - Destra Nazionale                                                                    |
| --- | --- | --- |
| - Vincenzo Scotti - Antonio Gava - Paolo Cirino Pomicino - Arcangelo Lobianco - Carmine Mensorio - Antonio Ventre - Manfredi Bosco - Raffaele Russo - Ugo Grippo - Michele Viscardi - Vincenzo Mancini - Giuseppe Andreoli - Baldassare Armato - Mauro Ianniello | - Giorgio Napolitano - Andrea Geremicca - Abdon Alinovi - Gustavo Minervini - Luca Cafiero - Angela Francese - Silvano Ridi - Antonio Bellocchio - Giovanni Ferrara - Giuseppe Vignola - Edmondo Sastro | - Giorgio Almirante - Angelo Manna - Massimo Abbatangelo - Antonio Parlato - Marcello Zanfagna - Antonio Mazzone |
| Partito Socialista Italiano | Partito Socialista Democratico Italiano | Partito Repubblicano Italiano                                                                                    |
| - Bettino Craxi - Giulio Di Donato - Antonio Caldoro - Nicola Scaglione - Antonio Carpino | - → Pietro Longo - Filippo Caria - Alberto Ciampaglia | - → Giovanni Spadolini - Giuseppe Galasso                                                                        |
| Partito Liberale Italiano | Partito Radicale | Democrazia Proletaria                                                                                            |
| - → Valerio Zanone - Francesco De Lorenzo | - → Toni Negri - → Gianfranco Spadaccia - → Emma Bonino - Roberto Cicciomessere | - Mario Capanna                                                                                                  |

1. ↑  Deceduto in data 15.08.1984; sostituito da Michele Florino in data 20.09.1984
2. ↑  Dimissionario in data 10.07.1984; sostituito da Giuseppe Demitry in data 11.07.1984
3. ↑  Dimissionario in data 12.06.1985; sostituito da Guido De Martino lo stesso giorno
4. 1 2  Opta per la circoscrizione Roma-Viterbo-Latina-Frosinone
5. ↑  Opta per il Senato
6. ↑  Opta per la circoscrizione Torino-Novara-Vercelli
7. ↑  Opta per la circoscrizione Milano-Pavia
8. ↑  Opta per la circoscrizione Bologna-Ferrara-Ravenna-Forlì
9. ↑  Dimissionario in data 13.11.1984; sostituito da Giuseppe Calderisi in data 14.11.1981, a sua volta dimissionario in data 19.02.1987 e sostituito da Maria Teresa Di Lascia lo stesso giorno

## Elezioni politiche 1987
| Liste                                         | Voti      | %     | Seggi |
| --------------------------------------------- | --------- | ----- | ----- |
| Democrazia Cristiana                          | 887.773   | 39,98 | 17    |
| Partito Comunista Italiano                    | 500.505   | 22,54 | 10    |
| Partito Socialista Italiano                   | 316.300   | 14,24 | 6     |
| Movimento Sociale Italiano - Destra Nazionale | 176.836   | 7,96  | 3     |
| Partito Socialista Democratico Italiano       | 103.691   | 4,67  | 2     |
| Partito Repubblicano Italiano                 | 65.339    | 2,94  | 1     |
| Partito Radicale                              | 51.348    | 2,31  | 1     |
| Partito Liberale Italiano                     | 46.576    | 2,10  | 1     |
| Democrazia Proletaria                         | 30.767    | 1,39  | 1     |
| Lista Verde                                   | 16.285    | 0,73  | -     |
| Partito Verde Italiano - Verdi d'Europa       | 10.884    | 0,49  | -     |
| Liga Veneta - Pensionati Uniti                | 6.146     | 0,28  | -     |
| Partito Nazionale Inquilini                   | 2.898     | 0,13  | -     |
| Nuovo Partito Popolare                        | 1.720     | 0,08  | -     |
| Partito Sardo d'Azione                        | 1.420     | 0,06  | -     |
| Alleanza Popolare                             | 1.128     | 0,05  | -     |
| Alleanza Umanista                             | 998       | 0,04  | -     |
| Totale                                        | 2.220.614 |       | 42    |

| Democrazia Cristiana | Partito Comunista Italiano | Partito Socialista Italiano                                                                                  |
| --- | --- | --- |
| - Antonio Gava - Paolo Cirino Pomicino - Vincenzo Scotti - Alfredo Vito - Giuseppe Santonastaso - Arcangelo Lobianco - Raffaele Russo - Carmine Mensorio - Mario Brancaccio - Michele Viscardi - Ugo Grippo - Giuseppe Andreoli - Guido D'Angelo - Vincenzo Mancini - Tancredi Cimmino - Paolo Martuscelli - Gaetano Vairo | - Giorgio Napolitano - → Antonio Bassolino - Abdon Alinovi - → Ferdinando Imposimato - Andrea Geremicca - Angela Francese - Antonio Bellocchio - Giovanni Ferrara - Ada Becchi - Gino Paoli - Gianfranco Nappi - Silvano Ridi | - Bettino Craxi - Giulio Di Donato - Giuseppe Demitry - Carlo D'Amato - Felice Iossa - Raffaele Mastrantuono |
| Movimento Sociale Italiano - Destra Nazionale | Partito Socialista Democratico Italiano | Partito Repubblicano Italiano                                                                                |
| - Giorgio Almirante - Antonio Parlato - Antonio Mazzone | - Filippo Caria - Alberto Ciampaglia | - Giuseppe Galasso                                                                                           |
| Partito Radicale | Partito Liberale Italiano | Democrazia Proletaria                                                                                        |
| - Francesco Rutelli | - Francesco De Lorenzo | - → Mario Capanna - Giovanni Russo Spena                                                                     |

1. ↑  Deceduto in data 16.01.1989; sostituito da Giovanni Piccirillo in data 18.01.1989
2. ↑  Opta per la circoscrizione Catanzaro-Cosenza-Reggio Calabria
3. ↑  Opta per il Senato
4. ↑  Dimissionario in data 18.10.1989; sostituito da Massimo Abbatangelo in data 24.10.1989
5. ↑  Opta per la circoscrizione Palermo-Trapani-Agrigento-Caltanissetta

## Elezioni politiche 1992
| Liste                                         | Voti      | %     | Seggi |
| --------------------------------------------- | --------- | ----- | ----- |
| Democrazia Cristiana                          | 920.146   | 39,95 | 18    |
| Partito Socialista Italiano                   | 398.746   | 17,31 | 8     |
| Partito Democratico della Sinistra            | 307.166   | 13,34 | 6     |
| Movimento Sociale Italiano - Destra Nazionale | 166.286   | 7,22  | 3     |
| Partito della Rifondazione Comunista          | 104.132   | 4,52  | 2     |
| Partito Liberale Italiano                     | 101.988   | 4,43  | 2     |
| Partito Socialista Democratico Italiano       | 73.954    | 3,21  | 1     |
| Partito Repubblicano Italiano                 | 71.935    | 3,12  | 1     |
| Federazione dei Verdi                         | 59.037    | 2,56  | 1     |
| La Rete                                       | 24.245    | 1,05  | 1     |
| Lista Marco Pannella                          | 21.346    | 0,93  | 1     |
| Sì Referendum                                 | 16.215    | 0,70  | -     |
| Caccia Pesca Ambiente                         | 15.447    | 0,67  | -     |
| Lega d'Azione Meridionale                     | 8.156     | 0,35  | -     |
| Federalismo                                   | 5.654     | 0,25  | -     |
| Lega delle Leghe                              | 5.418     | 0,24  | -     |
| Lega Nord                                     | 3.288     | 0,14  | -     |
| Totale                                        | 2.303.159 |       | 44    |

| Democrazia Cristiana | Partito Socialista Italiano | Partito Democratico della Sinistra                                                                                        | Movimento Sociale Italiano - Destra Nazionale                  |
| --- | --- | --- | -------------------------------------------------------------- |
| - Alfredo Vito - Vincenzo Scotti - Paolo Cirino Pomicino - Raffaele Russo - Giuseppe Santonastaso - Ugo Grippo - Carmine Mensorio - Salvatore Varriale - Michele Viscardi - Giovanni Alterio - Francesco Polizio - Francesco Paolo Iannuzzi - Vincenzo Mancini - Pietro Mastranzo - Tiberio Cecere - Antonio Iodice - Tancredi Cimmino - Gaetano Vairo | - Giulio Di Donato - Giuseppe Demitry - Felice Iossa - Stefano Caldoro - Carlo D'Amato - Salvatore Abbruzzese - Raffaele Mastrantuono - Luigi Lucarelli | - Giorgio Napolitano - Berardino Impegno - Ferdinando Imposimato - Salvatore Vozza - Antonio Bassolino - Eugenio Jannelli | - Alessandra Mussolini - Massimo Abbatangelo - Antonio Parlato |
| Partito della Rifondazione Comunista | Partito Liberale Italiano | Partito Socialista Democratico Italiano                                                                                   | Partito Repubblicano Italiano                                  |
| - → Ersilia Salvato - → Giovanni Russo Spena - Antonio Carcarino - Luigi Marino | - Francesco De Lorenzo - Alfonso Martucci | - Alberto Ciampaglia | - Giuseppe Galasso                                             |
| Federazione dei Verdi | La Rete | Lista Pannella |                                                                |
| - Alfonso Pecoraro Scanio | - → Carlo Palermo - Giuseppe Gambale | - → Emma Bonino - Elio Vito                                                                                               |                                                                |

1. ↑  Dimissionario in data 28.04.1993; sostituito da Salvatore Margiotta in data 29.04.1993
2. ↑  Dimissionario in data 11.01.1994; sostituito da Guido De Martino lo stesso giorno
3. ↑  Opta per il Senato
4. ↑  Opta per la circoscrizione Brescia-Bergamo
5. ↑  Opta per la circoscrizione Trento-Bolzano
6. ↑  Opta per la circoscrizione Roma-Viterbo-Latina-Frosinone